# Leucotabanus cornelianus
Leucotabanus cornelianus är en tvåvingeart som beskrevs av David Fairchild 1985. Leucotabanus cornelianus ingår i släktet Leucotabanus och familjen bromsar.
Artens utbredningsområde är Ecuador. Inga underarter finns listade i Catalogue of Life.